# フロム・ジ・インサイド (ラウラ・パウジーニのアルバム)
『フロム・ジ・インサイド』（From the Inside）は、ラウラ・パウジーニが2002年に発表したアルバム。

## 解説
パウジーニのこれまでの作品は、イタリア語やスペイン語で歌われてきたが、本作はパウジーニにとって初となる全曲英語詞のアルバムとなった。本作はアメリカで先行発売され、『ビルボード』誌のヒートシーカーズ・チャートで15位に達した。
本作からの第1弾シングル「サレンダー」は、母国イタリアで7位に達した他、オランダ、スイス、スウェーデン、ベルギーのシングル・チャートでトップ40入りを果たし、アメリカではダンス・ミュージック／クラブ・チャートで1位に達した。
インターナショナル盤は、「サレンダー」のトロント・チルド・ミックス・ヴァージョンをボーナス・トラックとして収録。ワーナーミュージック・ジャパンから発売された日本盤CDは、合計4曲のボーナス・トラックを収録しており、曲順も変更された。

## 収録曲
1. "I Need Love"
  - 作詞・作曲：Kara DioGuardi, Ulf Lindström, Johan Ekhé
2. "Do I Dare"
  - 作詞・作曲：Evan Rogers, Carl Sturken
3. "Surrender"
  - 作詞・作曲：Dane de Viller, Sean Hosein, Steven Smith, Anthony Anderson
4. "If That's Love"
  - 作詞・作曲：Andrew Logan, Pam Reswick
5. "It's Not Good–bye"
  - 作詞・作曲：Antonio Galbiati, Laura Pausini, Cheope Rapetti／英語詞：Shelly Peiken
6. "Love Comes from the Inside"
  - 作詞・作曲：Patrick Leonard, Olivia d'Abo
7. "Every Little Thing You Do"
  - 作詞・作曲：Stephanie Bentley, George Teren
8. "Every Day Is a Monday"
  - 作詞・作曲：Andreas Michael Carlsson, Ali Thomson
9. "You Are"
  - 作詞・作曲：Peter Bertilsson, Andreas Aleman
10. "I Do to Be"
  - 作詞・作曲：Kara DioGuardi, Ulf Lindström, Johan Ekhé, Jessica Pihlnäs
11. "Without You"
  - 作詞・作曲：K. C. Porter, Eric Buffat, Arnie Roman
12. "Every Little Thing You Do" piano　/　vocal reprise
  - 作詞・作曲：Stephanie Bentley, George Teren

### 日本盤
1. サレンダー - "Surrender"
2. ドゥ・アイ・デア - "Do I Dare"
3. エヴリ・デイ・イズ・ア・マンデイ - "Every Day Is a Monday"
4. アイ・ニード・ラヴ - "I Need Love"
5. イッツ・ノット・グッドバイ - "It's Not Good–bye"
6. イフ・ザッツ・ラヴ - "If That's Love"
7. ラヴ・カムズ・フロム・ジ・インサイド - "Love Comes from the Inside"
8. エヴリ・リトル・シング・ユー・ドゥ - "Every Little Thing You Do"
9. ユー・アー - "You Are"
10. アイ・ドゥ・トゥ・ビー - "I Do to Be"
11. ウィズアウト・ユー - "Without You"
12. エヴリ・リトル・シング・ユー・ドゥ（ピアノ/ヴォーカル・リプライズ） - "Every Little Thing You Do" piano　/　vocal reprise
13. サレンダー（フォーズ・リミックス・エディット） - "Surrender" (Ford's remix edit)
14. サレンダー（トロント・チルド・ミックス - エディット）"Surrender" (Toronto chilled mix - edit)
15. エヴリ・デイ・イズ・ア・マンデイ（イタリアン・ヴァージョン） - "Il mio sbaglio più grande"
16. イッツ・ノット・グッドバイ（イタリアン・ヴァージョン） - "In assenza di te"